# NXT冠軍
NXT冠軍（英語：NXT Championship），是隸屬於世界摔角娛樂旗下聯盟NXT Wrestling的一冠軍項目。NXT冠軍成立於2012年。